# Pelophylax saharicus
Pelophylax saharicus là một loài ếch thuộc họ Ranidae. Loài này có ở Algérie, Ai Cập, Libya, Maroc, Tunisia, và Tây Sahara.
Môi trường sống tự nhiên của chúng là sông ngòi, hồ nước ngọt, đất canh tác, ao, và đất có tưới tiêu.